# La Procure
La Procure est une chaîne de librairies, créée en 1898 à Arras par l’abbé Henri Delépine, installée dans ses locaux du 3 rue de Mézières à Paris depuis 1919,.

## Histoire
Le premier magasin, La Procure de musique religieuse, est fondé à Arras en 1898 par l’abbé Henri Delépine et son frère Louis. Entre 1914 et 1918, l'activité est déplacée à Boulogne-sur-Mer puis en Angleterre, puis, en 1918, rue Cassette puis rue de Mézières, en face de l'église Saint-Sulpice de Paris, dans l'ancien noviciat des Jésuites.
L'objet de ces librairies était d’éditer et de diffuser de la musique sacrée, de commercialiser les livres et tout autre objet au service des paroisses. En 1934, l’entreprise se transforme en société anonyme et devient La Procure Générale du Clergé des missions et des œuvres catholiques. C'est en 1975, au moment où l'héritière cède La Procure aux Publications de La Vie catholique, que l’entreprise change de nom pour devenir « La Procure » tout court. 

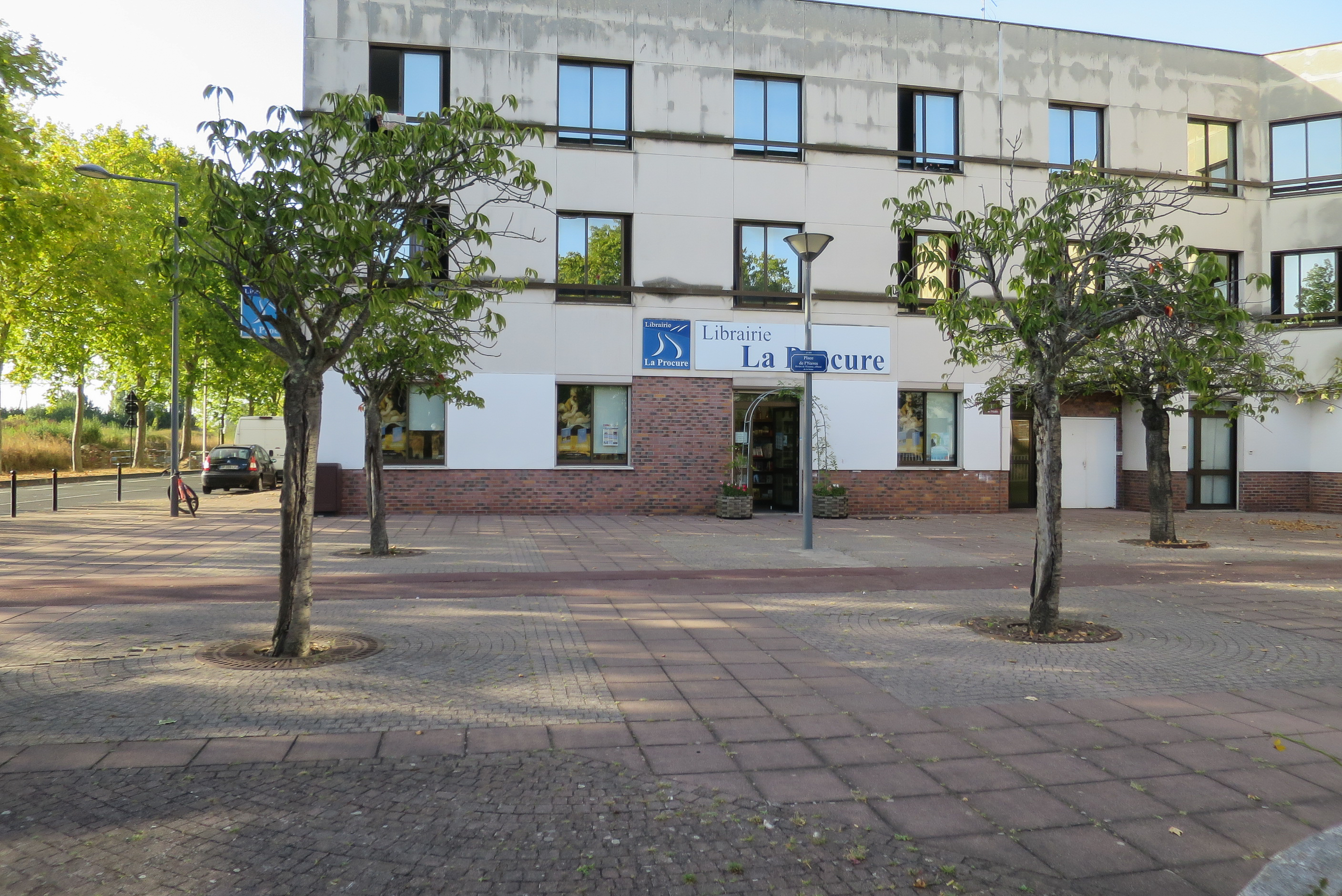
La librairie La Procure d'Évry-Courcouronnes.

Reconnue depuis longtemps pour sa spécialité dans le domaine des religions, c'est aussi une librairie généraliste et universitaire, à laquelle sont affiliés 31 établissements juridiquement indépendants, en France, en Suisse et en Italie et au Liban. Elle dispose également de quatre points de vente annexes à Paris (dont un ouvert en 2008 au collège des Bernardins), et d'un site consacré à la vente par correspondance installé à Ivry-sur-Seine.
De 2004 à 2008, la librairie a fait partie du groupe La Vie-Le Monde, à la suite de l'achat par le groupe Le Monde du groupe des Publications de la Vie catholique ; depuis 2009, le groupe La Vie-Le Monde ayant cédé sa participation à La Procure (valorisée à 3 à 4 millions d'euros), la librairie se trouve sous le contrôle d'un ensemble d'investisseurs, le principal étant la société Média-Participations qui dispose d'une minorité de blocage.
Au moment de sa cession, La Procure réalisait un chiffre d'affaires annuel de 16 millions d'euros, dont 3 millions correspondant au secteur des ventes par correspondance et sur internet. Selon son ancien président-directeur-général, Jean-François Rod, le développement de la vente par internet est le principal objectif stratégique de la société pour les années à venir.
En 2016, Jean-Baptiste Passé devient directeur général des librairies La Procure. Il quitte cette fonction en juillet 2021 pour devenir le nouveau directeur général du Festival du livre.
À l'occasion du centenaire de la libraire rue de Mézières, La Procure a sorti un livre réunissant de grandes signatures de la spiritualité chrétienne. Est présente dans ce livre une sélection des 100 meilleurs livres du siècle passé.

## Étymologie
Le terme désigne l'office du procureur (responsable du domaine matériel d'une maison religieuse) et, par métonymie, le bureau ou magasin de ce dernier. 

## Prix du livre de spiritualité Panorama-La Procure
De 2008 à 2020,  La Procure et le magazine Panorama ont distingué chaque année un livre de spiritualité (chrétienne ou autre) paru au cours de l'année.
- 2008 : François Cassingena-Trévedy, Étincelles II, Ad Solem
- 2009 : Gabriel Ringlet, Ceci est ton corps, Albin Michel
- 2010 : Christian Bobin, Les Ruines du ciel, Galimard
- 2011 : Lytta Basset, Aimer sans dévorer, Albin Michel
- 2012 : Magda Hollander-Lafon, Quatre petits bouts de pain, Albin Michel
- 2013 : Christiane Rancé, Prenez-moi tout et laissez-moi l'extase, Seuil
- 2014 : Véronique Dufief, La souffrance désarmée, Salvator
- 2015 : Jean-Pierre Brice Olivier, Oser la chair : méditations sur l'Incarnation, Cerf
- 2016 : Anne Lécu, Tu as couvert ma honte, Cerf
- 2017 : Marion Muller-Colard, L'intranquillité, Bayard
- 2018 : Alexandre Siniakov, Comme l'éclair part de l'Orient, Salvator
- 2019 : Dai Sijie, L’Évangile selon Yong Sheng, Galimard
- 2020 : Raphaël Buyse, Autrement, Dieu, Bayard[8]